# Antiblemma eschata
Antiblemma eschata är en fjärilsart som beskrevs av George Francis Hampson 1924. Antiblemma eschata ingår i släktet Antiblemma och familjen nattflyn. Inga underarter finns listade i Catalogue of Life.